# Kúty
Kúty este o comună slovacă, aflată în districtul Senica din regiunea Trnava, pe malul râului Myjava⁠(d). Localitatea se află la altitudinea de 156 m deasupra n.m., se întinde pe o suprafață de 27,16 km2 și în 2017 număra 4.006 locuitori.

## Istoric
Localitatea Kúty este atestată documentar din 1392.

## Demografie
| An:                | 1994 | 2004   | 2014   | 2024   |
| ------------------ | ---- | ------ | ------ | ------ |
| Număr de persoane: | 4093 | 4129   | 4053   | 4008   |
| Diferență:         |      | +0,87% | −1,84% | −1,11% |

| An:                | 2023 | 2024   |
| ------------------ | ---- | ------ |
| Număr de persoane: | 4012 | 4008   |
| Diferență:         |      | −0,09% |